# Tomas Villum Jensen
Tomas Villum Jensen, född 12 april 1971 i Frederiksberg, är en dansk skådespelare och regissör.

## Filmografi (urval)
- Kärlek vid första hick, 1999 (regi)
- I Kina käkar dom hundar, 1999
- Blinkade lyktor, 2000
- Gamla män i nya bilar, 2002
- Gröna slaktare 2003